# 팔흥역
팔흥역(八興驛)은 조선민주주의인민공화국 함경남도 고원군 팔흥동에 위치한 평라선의 역이다. 여객과 화물을 모두 취급한다.

## 연혁
- 1937년 12월 16일: 평원동부선 성내 - 고원 간 개통과 함께 인흥역(仁興驛)으로 영업 개시[2]
- 1941년 4월 1일: 평원선으로 편입[3]
- 일자 불명: 팔흥역으로 역명 개칭
- 일자 불명: 평라선으로 편입